# Mramani
Mramani este un oraș în Comore, în  insula autonomă Anjouan. În 2012 avea o populație de 6099, iar la recensământul din 1991 avea 3188 locuitori.